# Ernest Lavisse
Ernest Lavisse (francês: [lavis] ; 17 de dezembro de 1842 – 18 de agosto de 1922) foi um historiador francês indicado cinco vezes ao Prêmio Nobel de Literatura. Entre suas obras, estão livros e coleções de artigos, assim como reminiscências pessoais e esboços históricos. 

## Biografia
Lavisse nasceu em 17 de dezembro de 1842, no departamento de Aisne, na França. Em 1865 obteve uma bolsa de estudos em história, tornando-se doutor em letras em 1875; foi nomeado maître de conférence (1876) na École Normale Supérieure, sucedendo Fustel de Coulanges, e depois professor de história moderna na Sorbonne (1888), no lugar de Henri Wallon. Era um professor eloquente, desempenhando importante papel no renascimento dos estudos superiores na França depois de 1871. Seu conhecimento foi demonstrado em palestras públicas, discursos e aulas particulares, onde ensinou a um pequeno número de alunos o método histórico.

## Ligações Externas
- Obras de Ernest Lavisse (em inglês) no Projeto Gutenberg
- Works by or about Ernest Lavisse at Internet Archive
- Works by Ernest Lavisse at LibriVox (public domain audiobooks)